# 蔣光煦
蒋光煦（1813年—1860年），字日甫、又字愛荀，號雅山、又号生沐、放庵居士。浙江海寧硤石人。
十歲喪父，由母親馬氏授業。長大後，嗜酒好客，名流張廷濟、費曉樓、管庭芬、許光清等常聚集其藏書樓“別下齋”。舉凡音律、博弈、雜藝無一不精。又富收藏，每遇名迹善本、秦金漢瓦，不惜以千金購之。蒋光煦之藏书先后得陈鳍向山阁、蒋楷来青阁、马瀛香仙馆旧藏，藏書積至四、五萬卷，刻有《别下斋丛书》、《涉闻梓旧》。著有《斠補隅錄》、《花树草堂吟稿》一卷。有子蒋学烺，生蒋百里。